# Pegue e Puxe
"Pegue e Puxe" é uma canção gravada pela cantora brasileira Kelly Key para seu quarto álbum de estúdio Por que Não? (2006).

## Composição e desenvolvimento
Composta por Andinho, a canção explora o tema da garota autoritária, que não aceita que o namorado deixe-a em casa para sair com os amigos ou troque-a para jogar futebol, ameaçando-o de terminar e induzindo o rapaz a pensar que existem outros pretendentes à espera do termino do namoro. A canção, que é considerada a retomada da cantora à músicas com temas adultos e com sensualidade, passou para os estúdios onde foi produzida, explorando a sonoridade pop com elementos de funk melody.

## Divulgação
A canção teve sua performance de estreia na televisão em 26 de setembro de 2006 no programa Hebe, comandado pela apresentadora Hebe Camargo. A cantora ainda passou por programas como O Melhor do Brasil, Tudo É Possível, Programa Raul Gil, Domingo Legal e Charme, sendo a apresentação mais importante delas realizada no programa Domingão do Faustão, onde a cantora recebeu uma menção pelo tempo de carreira. Sua estréia na rádio ocorreu pela Mix FM, passando posteriormente para outras rádios como Jovem Pan, Transamérica, dentre outras.

## Análise da crítica
A canção recebeu críticas mistas. A Folha de S.Paulo incluiu a canção nos "bons momentos" do álbum. O Jornal Agora declarou que "com um refrão repetitivo, Kelly Key consegue grudar na mente do jovens mais uma vez". O jornalista Marcos Paulo Bin, do site Universo Musical disse que a canção é um hit certeiro na carreira da cantora e completou dizendo na canção Kelly Key "assume o papel da dominatrix exigente".

## Videoclipe
Gravado em julho de 2006, o videoclipe do single foi dirigido por Alexandre Wesley. O video, rodado na cidade do Rio de Janeiro, faz parte do DVD Toda Linda, realizado em vídeo-novela mostrando a cantora em férias, sendo cada vídeo passado em um local diferente, se interligando. O videoclipe mostra Kelly Key em uma academia de malhação, onde a cantora se apaixona por um dos alunos do local, passando a frequentar as aulas que o rapaz faz, para estar junto com ele, lançando-o olhares insinuantes.